# Stortjärnen (Myssjö socken, Jämtland)
Stortjärnen är en sjö i Bergs kommun i Jämtland och ingår i Indalsälvens huvudavrinningsområde. Sjön har en area på 0,151 kvadratkilometer och ligger 676 meter över havet. Stortjärnen ligger i Marntallsåsen Natura 2000-område.

## Delavrinningsområde
Stortjärnen ingår i det delavrinningsområde (697990-140862) som SMHI kallar för Utloppet av Stortjärnen. Medelhöjden är 674 meter över havet och ytan är 0,76 kvadratkilometer. Det finns inga avrinningsområden uppströms utan avrinningsområdet är högsta punkten. Hammarbäcken som avvattnar avrinningsområdet har biflödesordning 3, vilket innebär att vattnet flödar genom totalt 3 vattendrag innan det når havet efter 320 kilometer. Avrinningsområdet består mestadels av skog (24 procent) och sankmarker (57 procent). Avrinningsområdet har 0,15 kvadratkilometer vattenytor vilket ger det en sjöprocent på 19,5 procent.